# Université des Seychelles
L'université des Seychelles est la seule institution universitaire aux Seychelles. Elle est située à Victoria, la capitale du pays.
Fondée le 17 septembre 2009, elle comprend trois campus : le campus principal, situé à Anse Royale, le campus Mont Fleuri, pour les filières en éducation, en communication et en technologie, et le campus Ma Joie, qui abrite l'Institut de management.
Le chancelier de l'université est l'ancien président de la république, James Michel. 